# Peticse
Peticse (szlovákul: Ptičie, korábban Petiče) község Szlovákiában, az Eperjesi kerület Homonnai járásában.

## Fekvése
Homonnától 6 km-re délkeletre, a Vihorlát-hegység völgyében fekszik.

## Története
A település ókori előzményéről tanúskodik az a 237 darabos kelta-dák éremlelet, melyet területén találtak.
Birtokként 1273-ban „Peteche”, faluként 1451-ben „Peticse” néven említik először. A homonnai uradalom része volt, a 17.-19. században a Csákyak, majd a Szapáryak birtoka. 1715-ben 14 lakott és 11 ház nélküli jobbágytelke létezett. 1787-ben 50 ház állt a faluban, melyben 435 lakos élt.
A 18. század végén Vályi András így ír róla: „PETITSE. Tót falu Zemplén Vármegyében, földes Ura Gróf Csáky Uraság, lakosai katolikusok, fekszik Kiskementzén alól, n. k. 3/4 óránnyira, Helmeczhez is közel, határja 3 nyomásbéli, gabonát, és zabot középszerűen, árpát, búzát igen tsekélyen terem, földgye hegyes, agyagos, és követses, erdője vagyon, réttye kevés, piatzok Homonnán van.”
1828-ban csak 25 háza volt 143 lakossal. A 19. és 20. században az Andrássyak tulajdonában áll.
Fényes Elek 1851-ben kiadott geográfiai szótárában így ír a faluról: „Peticse, tót falu, Zeplén vgyében, ut. p. Homonnához 1 órányira: 565 romai kath., 10 zsidó lak. Kath. paroch. templom. Hegyes határ. Erdő. 263 hold szántóföld. F. u. özv. gr. Szapárynő.”
A század végén építették ki az Andrássyak Szirtalja fürdőt, mely kedvelt üdülőhelye volt a környék lakosainak. A fürdő a 20. század elejéig üzemelt. 1900 és 1910 között a falu sok lakója vándorolt ki a tengerentúlra, köztük a híres amerikai filmszínész, Paul Newman családja is.
Borovszky Samu monográfiasorozatának Zemplén vármegyét tárgyaló része szerint: „Peticse, tót kisközség a Laborcz völgyében, 105 házzal és 543 róm. kath. vallású lakossal. Postája, távírója és vasúti állomása Homonna. Már 1273-ban szerepel, a mikor Peteche várát Nagymihályi Jákó, a Sztárayak őse kapta István királytól. Azután a homonnai uradalomhoz tartozik s várának emlékezete teljesen elvész. 1631-ben Leőwey Györgynek is van itt része. Az újabb korban a gróf Csákyaknak, most pedig gróf Andrássy Gézának van itt nagyobb birtoka. Ide tartozik Flórova tanya és Szirtalja fürdőtelep, mely vadregényes helyen, szép vidéken fekszik, s melyet a környékről, különösen Homonnáról sokan látogatnak. A falubeli róm. kath. templom 1800-ban épült.”
1920 előtt Zemplén vármegye Homonnai járásához tartozott.

## Népessége
| Év:            | 1994. | 2004.   | 2014.   | 2024.   |
| -------------- | ----- | ------- | ------- | ------- |
| Emberek száma: | 613   | 621     | 654     | 640     |
| Eltérés:       |       | +1,30 % | +5,31 % | -2,14 % |

| Év:            | 2023. | 2024.   |
| -------------- | ----- | ------- |
| Emberek száma: | 635   | 640     |
| Eltérés:       |       | +0,78 % |

1910-ben 464, túlnyomórészt szlovák lakosa volt.
2001-ben 638 lakosából 614 szlovák volt.
2011-ben 633 lakosából 590 szlovák.

## Nevezetességei
- Római katolikus temploma 1802-ben épült.

## Külső hivatkozások
- Községinfó
- Peticse Szlovákia térképén
- Rövid történet
- E-obce.sk Archiválva 2008. február 7-i dátummal a Wayback Machine-ben